# Naggsia
Naggsia is een geslacht van weekdieren uit de klasse van de Gastropoda (slakken).

## Soort
- Naggsia laomontana (L. Pfeiffer, 1862[2])